# Ellenö
Ellenö är en småort i Torps socken i Färgelanda kommun i sydvästra Dalsland. Den ligger vid länsväg 172, sex kilometer söder om Färgelanda och 22 kilometer norr om Uddevalla.
Orten fick 1895 en järnvägsstation på Uddevalla-Lelångens Järnväg. Byggnaden finns kvar ännu idag.
Orten har haft poststation, som betjänade stora delar av Torps socken och angränsande delar av Ödeborgs socken, sedan 1875. Först hette den Hedentorp till 30 september 1888, men var belägen på Ellenö gård. Från 1 oktober 1888 fick den heta Ellenö fram till indragningen 26 september 1964.